# Videokomplet blbé a rozmazlené kurvy
Videokomplet blbé a rozmazlené kurvy (v anglickém originále Stupid Spoiled Whore Video Playset) je dvanáctý díl osmé řady amerického animovaného televizního seriálu Městečko South Park.

## Děj
Paris Holtonová jede do South Parku, aby mohla propagovat své nové zboží. Když se její pes v autě zabije, chce po Buttersovi, aby se stal jejím novým mazlíčkem výměnou za milion dolarů Buttersovým rodičům. Hiltonová má zatím značný vliv na všechny dívky ve městě, které se začnou brzy chovat jako děvky.